# Harwich
Pour l’article homonyme, voir Harwich (Massachusetts).
Harwich (ˈhærɪtʃ) est une ville d'Angleterre du district de Tendring, dans le comté de l'Essex. Ce port de la mer du Nord, sur l'estuaire de la Stour et de l'Orwell, est d'un grand intérêt pour les marins en tant que seul point d'ancrage entre la Tamise et le Humber, ce qui lui a valu une longue période d'importante activité maritime, à la fois civile et militaire. Ainsi, Harwich est devenue une base navale en 1657 et a été fortifiée. Elle forme aujourd'hui un ensemble urbain avec Dovercourt.
Harwich possède aussi un centre d'aide à la navigation maritime, le service britannique des phares Trinity House, ainsi que deux anciens phares, construits en 1818 et désaffectés en 1863, servant maintenant de musée.

## Histoire
En 1339, la ville est pillée et rasée lors d'un raid maritime.
Sir Richard Lloyd (1696-1761), y fut rapporteur ainsi qu'à Orford et Ipswich. Il fut également député de Mitcham, Malden et Totnes entre 1745 et 1959. Il se retira lors de sa nomination au service de l'Échiquier en 1759. Thomas Gainsborough fit son portrait au début des années 1750. La coupe et le motif du magnifique gilet rappellent la mode de la décennie précédente.
C’est à Harwich que le contre-torpilleur qui avait à son bord la reine Wilhelmine accosta le 13 mai 1940.
|                 |
| Harwich (High). |

|                |
| Harwich (Low). |

## Personnalité
- John Nunn (1803-1860), marin et écrivain, y est né.